# Capixaba
Capixaba – miasto i gmina w Brazylii, leży w stanie Acre. Gmina zajmuje powierzchnię 1702,58 km². Według danych szacunkowych w 2016 roku miasto liczyło 10 820 mieszkańców. Położone jest około 80 km na południe od stolicy stanu, Rio Branco, oraz około 2800 km na zachód od Brasílii, stolicy kraju. 

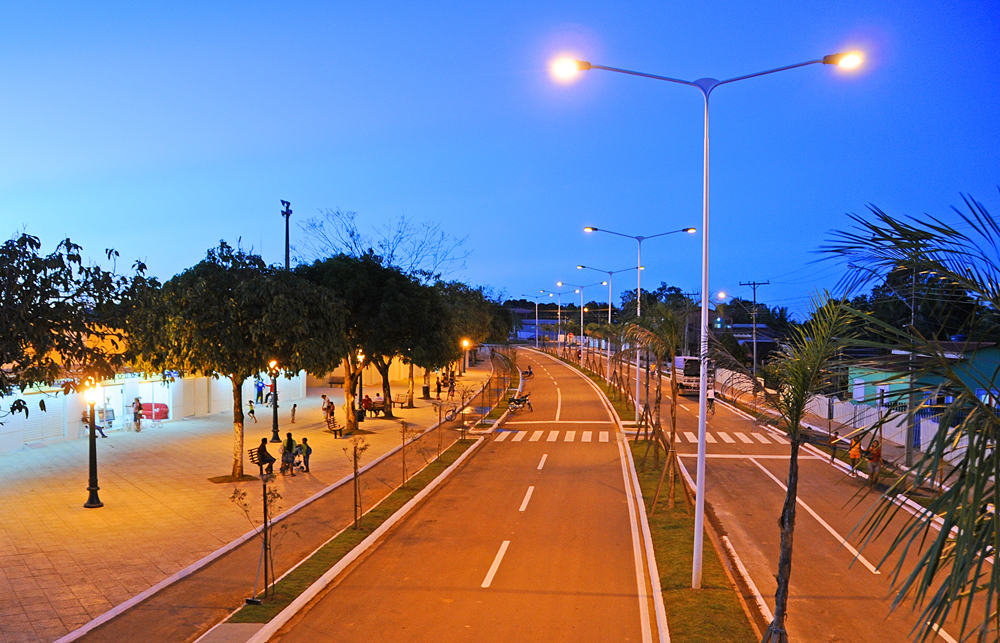
Ulica w Capixaba

W 2014 roku wśród mieszkańców gminy PKB per capita wynosił 14 694,31 reais brazylijskich.